# Musique dans la cathédrale de Rouen
Sonnerie de cloches, musique d'orgue et musique vocale à la cathédrale de Rouen
La cathédrale de Rouen est l'une des premières cathédrales d'Occident à avoir possédé un orgue, dès le XIVe siècle. Elle est le berceau de l'école française d'orgue, grâce à Jehan Titelouze († 1633), organiste de la cathédrale à partir de 1588.

## Les orgues
La cathédrale de Rouen est l'une des premières cathédrales d'Occident à avoir possédé un orgue. Elle en possédait un avant 1380. Initialement installé dans le croisillon nord, près de la porte de l'archevêché, il trouve son emplacement actuel dès 1493 sous l'archiépiscopat de Robert de Croismare.

### Le grand orgue

#### Description
Il a été reconstruit par les établissements Jacquot-Lavergne, à la suite de la campagne de restauration de la cathédrale liée aux destructions de la Seconde Guerre mondiale. Il est inauguré en 1956 par Marcel Lanquetuit, titulaire du grand-orgue, avec une composition de Marcel Dupré.
De nombreux facteurs d'orgues se sont succédé au cours des siècles à la tribune de la cathédrale : Crespin Carlier restaure l'instrument en 1601 à la demande de Titelouze. On trouve aussi le nom de Robert Ingoult. L'orgue souffre de l'ouragan de 1683 avant sa reconstruction par Robert Clicquot en 1693 sous l'impulsion de Jacques Boyvin, alors organiste titulaire. Jean-Baptiste Nicolas Lefebvre travaille lui aussi sur l'instrument. Une reconstruction intervient en 1858. Elle est effectuée par Merklin et Schütze avec l'inauguration en 1860 par l'organiste belge Jacques-Nicolas Lemmens. Les établissements Jacquot-Lavergne sont les derniers à intervenir sur l'orgue en 1956.
Le buffet, construit après l'ouragan de 1683, est l'œuvre de Joseph Pilon. Il a été partiellement victime des bombardements de la dernière guerre. Ce buffet a fait l’objet d’un classement au titre objet des monuments historiques sur la liste de 1862.
La Direction régionale des affaires culturelles suspend l'utilisation de l'orgue à compter du 4 novembre 2019 après avoir constaté une défaillance dans le système électrique potentiellement dangereuse.

#### Composition du grand orgue
| Grand orgue I (61 notes) | Positif expressif II (61 notes) | Récit expressif III (61 notes) | Bombarde expressif IV (61 notes) | Pédalier (31 notes) |
| ------------------------ | ------------------------------- | ------------------------------ | -------------------------------- | ------------------- |
| Bourdon 16               | Bourdon 16                      | Quintaton 16                   | Bourdon 16                       | Soubasse 32         |
| Montre 16                | Montre 8                        | Diapason 8                     | Diapason 8                       | Flûte 16            |
| Montre 8                 | Flûte harmonique 8              | Flûte harmonique 8             | Flûte 8                          | Flûte 8             |
| Flûte harmonique 8       | Bourdon 8                       | Bourdon 8                      | Gambe 8                          | Basse 8             |
| Bourdon 8                | Gambe 8                         | Gambe 8                        | Unda maris 8                     | Flûte 4             |
| Salicional 8             | Prestant 4                      | Voix céleste 8                 | Flûte ouverte 4                  | Quinte 2 2/3        |
| Prestant 4               | Flûte douce 4                   | Flûte 4                        | Prestant 4                       | Quinte 5 1/3        |
| Flûte octaviante 4       | Nazard 2 2/3                    | Octavin 2                      | Grande fourniture IV             | Bombarde 32         |
| Nazard 2 2/3             | Doublette 2                     | Fourniture IV                  | Cornet V                         | Bombarde 16         |
| Doublette 2              | Tierce 1 3/5                    | Basson hautbois 8              | Bombarde 16                      | Trompette 8         |
| Tierce 1 3/5             | Fourniture IV                   | Voix humaine 8                 | Trompette 8                      | Clairon 4           |
| Fourniture IV            | Cromorne 8                      | Bombarde 16                    | Clairon 4                        |                     |
| Cymbale III              | Trompette 8                     | Trompette 8                    |                                  |                     |
| Bombarde 16              | Clairon 4                       | Clairon 4                      |                                  |                     |
| Trompette 8              |                                 |                                |                                  |                     |
| Clairon 4                |                                 |                                |                                  |                     |

Accessoires :
Tous les accouplements et tirasses possibles en 16, 8, 4 pieds ; 6 combinaisons ajustables par clavier ; tutti par clavier ; tutti général ; annulation de chaque clavier ; trémolo au récit.

### L'orgue de chœur
Robert de Croismare, archevêque de Rouen (1483-1493), fait réaliser à partir de 1491 la construction d'un orgue comprenant des jeux de 32 pieds pour remplacer celui du chœur de la cathédrale. Placé sur une tribune en bas de la nef, il est utilisé pour la première fois lors de la fête de l'Annonciation, en 1494.
Au XVIe siècle, un nouvel instrument est offert par le chanoine Pierre Mésenger. Érigé en 1517 sur la partie centrale du jubé gothique, il est détruit en 1562 lors des guerres de religion.

#### Description de l'instrument actuel
L'instrument est conçu par Albert Dupré et construit par le facteur romantique Aristide Cavaillé-Coll,. Il est installé en 1896 chez Albert Dupré. Son fils, Marcel Dupré, l'offre en 1945, en remplacement de l'orgue Ducroquet, détruit par les bombardements en 1944,. Il comporte 11 jeux répartis sur deux claviers de 56 touches et un pédalier de 32 marches. Les titulaires de cet orgue ont été : Jules Lambert, Annette Aubert, Monika Dabrowska-Beuzelin et depuis 1992, Lionel Coulon. Cet orgue fait l’objet d’un classement au titre objet des monuments historiques depuis le 7 juillet 1987.

#### Instrument
| Grand Orgue I (56 notes) | Récit expressif II (56 notes) | Pédalier (32 notes) |
| ------------------------ | ----------------------------- | ------------------- |
| Montre 8                 | Cor de nuit 8                 | Soubasse 16         |
| Bourdon 8                | Dulciane 8                    | Basson 16           |
| Prestant 4               | Unda maris 8                  |                     |
|                          | Flûte 4                       |                     |
|                          | Trompette 8                   |                     |
|                          | Basson-hautbois 8             |                     |

Accessoires:
I / Péd
II /Péd
II / I
Trémolo
Appel et renvoi Montre et Prestant
Appel trompette
Appel Basson

## Organistes
La cathédrale de Rouen, berceau de l’école française d'orgue, a connu 42 organistes qui se sont succédé depuis Étienne Lequien en 1383, jusqu’à Lionel Coulon, titulaire en 1992,, parmi lesquels on peut retenir les noms de compositeurs connus comme Jehan Titelouze considéré comme le fondateur de l’école française d’orgue, Jacques Boyvin ou d’Agincourt, maitre de Duphly :
| 1.  | Étienne Lequien                                                                                       | 1383           |
| 2.  | Robert Labbé                                                                                          | 1386           |
| 3.  | Nicolas Novel                                                                                         | 1406           |
| 4.  | Nicolas Crasbonel, prêtre et prébendé                                                                 | 1414-1437      |
| 5.  | Nicolas Hersent                                                                                       | 1450           |
| 6.  | Jacques Duval                                                                                         | 1452           |
| 7.  | Raoul Lefebvre                                                                                        | 1457           |
| 8.  | Jean Fleury                                                                                           | 1467           |
| 9.  | Robert Martin                                                                                         | 1483           |
| 10. | Guillaume Duval                                                                                       | 1488           |
| 11. | Raoul De Sainne                                                                                       | 1499           |
| 12. | Anonyme                                                                                               | 1511           |
| 14. | Simon Leclerc                                                                                         | 1514           |
| 15. | Gervais                                                                                               | 1515           |
| 16. | Jean Bachelet                                                                                         | 1517           |
| 17. | Un anonyme désigné comme Organista elegantissimus è partibus Flandriæ, mandé par Georges II d’Amboise | 1518           |
| 18. | Pierre Dumarais                                                                                       | 1521           |
| 19. | Nicolas Dulot, de Saint-Omer                                                                          |                |
| 20. | Jacques Brunel                                                                                        | 13 déc. 1524   |
| 21. | Simon Madelin                                                                                         | 28 déc. 1524   |
| 22. | Guillaume Moncuit, de Darnétal                                                                        | 1539           |
| 23. | François Josseline, inhumé aux Célestins                                                              | 1562           |
| 24. | Jehan Titelouze, prêtre-chanoine                                                                      | 1588           |
| 25. | Leroy, prêtre, organiste de Saint-Omer / Jacques Lefebvre                                             | Août 1634      |
| 26. | François De Minorville , prêtre lorrain                                                               | 1645           |
| 27. | Michel Yart                                                                                           | 1653           |
| 28. | Germain Yart                                                                                          | 1672           |
| 29. | Jacques Boyvin                                                                                        | 1674           |
| 30. | François d'Agincourt                                                                                  | 1706           |
| 31. | Laurent Desmazures, de Marseille                                                                      | 1758           |
| 32. | Charles Broche                                                                                        | 1777           |
| 33. | A. Godefroy                                                                                           | 1803           |
| 34. | Després                                                                                               | 1804           |
| 35. | Maurger                                                                                               | 1809           |
| 36. | A. Godefroy                                                                                           | (2e fois) 1814 |
| 37. | A. Godefroy (fils)                                                                                    | 1824           |
| 38. | Élèves de la Maîtrise de la Cathédrale                                                                | 1847           |
| 39. | Aloys Klein                                                                                           | 1855           |
| 40. | Franz-Aloys Klein                                                                                     | 1872           |
| 41. | Émilien Ledru                                                                                         | 1881           |
| 42. | Jules Haelling, maître de Maurice Duruflé à la Maîtrise Saint-Évode                                   | 1904           |
| 43. | Henri Beaucamp, père d'Albert Beaucamp                                                                | 1926           |
| 44. | Marcel Lanquetuit, élève de Marcel Dupré                                                              | 1937           |
| 45. | Marie-Thérèse Dutoit, élève de Marcel Dupré                                                           | 1978           |
| 46. | Lionel Coulon                                                                                         | 1992           |

## Les cloches
À côté du carillon installé en 1920 et agrandi en 1954, la cathédrale possède une sonnerie de six cloches. Cinq sont installées dans la tour de Beurre ; l'imposant bourdon Jeanne d'Arc se trouve seul dans le beffroi de la tour Saint-Romain.

### Anciennes sonneries
| Nom                            | Masse         | Note | Dédicace | Tour          | Année               | Fondeur         |
| ------------------------------ | ------------- | ---- | --- | ------------- | ------------------- | --------------- |
| Rouvel (la cloche d'argent)    | 1 200 kg      |      | | Saint-Romain  | XIIIe siècle - 1382 | Jean d'Amiens   |
| Cache-Ribaud                   | 1 900 kg      |      | | Saint-Romain  | XIIIe siècle - 1382 | Jean d'Amiens   |
| Neuf-Saints                    |               |      | | Saint-Romain  | VIIe siècle? - 1467 |                 |
| Romaine                        |               |      | | Saint-Romain  | - 1685              |                 |
| Rigaud                         |               | mi   | | Saint-Romain  | XIIIe siècle - 1793 |                 |
| Joseph                         |               | si   | | Saint-Romain  | - 1793              |                 |
| Thibault                       |               | fa   | | Saint-Romain  | - 1793              |                 |
| Nicolas                        |               | sol  | | Saint-Romain  | - 1793              |                 |
| Petite-Marie                   |               |      | | Saint-Romain  | 1467 - 1685         |                 |
| Compiles                       |               |      | | Saint-Romain  | - 1685              |                 |
| Grand-Saint-Benoît             |               |      | | Saint-Romain  | - 1793              |                 |
| Petit-Saint-Benoît             |               |      | | Saint-Romain  | - 1793              |                 |
| Robin de Luz                   |               | la   | | Saint-Romain  | - 1793              |                 |
| Marie-d'Estouteville           | 16 000 livres | ré   | | Saint-Romain  | 1467 - 1793         | Pierre Chapuzot |
| Guillaume-d'Estouteville       | 1 500 livres  |      | | Saint-Romain  | 1470 - 1685         |                 |
| Georges-d'Amboise              | 36 000 livres |      | « Ipsa ego sum quamvis sonitu veneranda tonanti,/ Prima est auctori gloria danda meo./ Namque ter et denis cum ternis millibus æris/ Obtulit, hæc vero dona dicata Deo./ Scilicet Ambasius qui sancat, Georgius, arma/ Cunctaque Francigenis tractat habenda viris./ Rotomagus tanto felix Antistite gaudet:/ Cum sit Cardinei gloria summa chori./ Anno a natali Christi 1501, regante Ludovico XII, Francorum/ rege. L'an 1501, sous le règne de Louis XII, roi de France./ Jean Le Machon, demeurant à Chartres, m'a faite. » « Je suis nommée Georges-d'Amboise, qui bien trente-six mille poise; et cil qui bien me pèsera quarante mille y trouvera » | Beurre        | 1501 - 1793         | Jean Le Masson  |
| Victrice                       |               | la   | | tour-lanterne | - 1793              |                 |
| Mellon (l'Échelle)             |               | si   | | tour-lanterne | - 1793              |                 |
| Nicaise (Maillard)             |               | ut   | | tour-lanterne | - 1793              |                 |
| Maur (ou Mortuaire)            |               | ré   | | tour-lanterne | - 1793              |                 |
| Ouen (Ouinet ou Louise-Quinet) |               | mi   | | tour-lanterne | - 1793              |                 |
| Quatr'Une ou La Princesse      | 10 380 livres | ré   | | Saint-Romain  | 1686 - 1845         | Jean Aubert     |
| Louis-Marie-de-Bailleul        | 6 669 kg      |      | « † Audite et attendite, populi, de longe./ ISAIE, XLIX./ Ann. Dni. 1686. Ex quatuor conflata scilicet Guill. Card. d'Estouteville, Romano, Maria minore et Completorio, vulgo vocabatur Quatr'Une, sive la Réunie, et anno 1850 mense dec., piis D. D. Archiep. Rothom. largitionibus aucta pondere, repetitoque conflationis opere, nominor Ludovicus Maria de Bailleul; unanimi cleri populique applausu nomen imposuere venerabilis et discretus vir Antonius Le Cœur, S. theologiœ doctor et professor Ecclesiœque Rothom. canonicus, et nobiliss. dna. Anna Sidonia Joseph Maria de Montmorency, comitissa de la Chastre. » (1ère dédicace) « † Audite et attendite, populi, de longe./ ISAIE, XLIX, 1./ † Loco pristinœ vocatœ Quatr'Une sive la Réunie, ann. D N I/ 1852 mense februarii, piis D. D. Blanquart de Bailleul,/ Archiep. Rotom. largitionibus conflata, nominor Ludovica/ Maria, quod nomen imposuere Vnblis et Discr. Vir Ant. Le/ Cœur, S. theol. doctor et prof., Ecclesiœque Rotom. canonicus,/ et nobiliss. Dna. Anna Sidonia Joseph Maria de Montmorency,/ comitissa de la Chastre./ Ernest Bollée, fondeur au Mans (Sarthe). » (2e dédicace, après sa refonte) | Saint-Romain  | 1850 - 1920         | Ernest Bollée   |

| Nom                       | Masse                                      | Diamètre à la base | Note | Parrains et Marraines                            | Dédicace | Tour         | Année     | Fondeur                         | Illustration |
| ------------------------- | ------------------------------------------ | ------------------ | ---- | ------------------------------------------------ | --- | ------------ | --------- | ------------------------------- | ------------ |
| Jeanne d'Arc (volée)      | 16 000 kg (20 tonnes avec les accessoires) |                    | ré2  | Pie X Louise Joséphine Georges Ferrère           | « PIUS X PONT. MAX. / FREDERICI ARCHIEPISCOPI ROTHOMAGENSIS VOTUM GRATE EXCIPIENS / PATRINI MANUS IN BENEDICTIONE MAGNIFICI AERIS CAMPANI / DEO IN HONOREM BEATAE JONNAE ARGENSIS DECATI / LAETISSIME EXPLEVIT / DEUM ADPRECATUS / UT SICUT OLIM PUELLA A SERVITUTE PATRIAM EXEMIT / SIC AERIS VOX POTENTISSIMA UNIVERSOS GALLIAE CIVES / IN PERPETUUM RELIGIONIS EP CIVITATIS BONUM / CONCILIET » « EN L'AN DE GRACE 1914 / SUR L'INITIATIVE DE MGR FREDERIC FUZET / ARCHEV. DE ROUEN, PRIMAT DE NORMANDIE / GRACE A LA MAGNIFICENCE DE SON AUGUSTE PARRAIN N. S. PERE LE PAPE PIE X / ET A CELLE DE SA GENEREUSE MARRAINE MADAME LOUISE JOSEPHINE GEORGES FERRERE / CE BOURDON " LA JEANNE D'ARC" / DU POIDS TOTAL DE 20 000 KILOGS / PUR FONDUE PAR LES FILS DE GEORGES PACCARD A ANNECY-LE-VIEUX / ET PLACE ICI PAR LES SOINS DE MR CHAINE ARCHITECTE DU GOUVERNEMENT / M. RAYMOND POINCARE ETANT PRESIDENT DE LA REPUBLIQUE » | Saint-Romain | 1914-1944 | fils de Georges Paccard         |              |
| Marie                     | 635 kg                                     |                    |      |                                                  | « TRINI PRÆPOSITVS DECANVS CAPITVLVM/ CVI SIT LAVS COMITI DE ROVGRAVE EXIN ACCESSIT LAVS TIBI DE MVNO PENDVLA SIC SVRGO GRAVIOR VOCICATA MARIA./ CHAUDOIR ME FECIT 1774. » | Saint-Romain | 1804-1944 | Chaudoir                        |              |
| Jean                      | 979 kg                                     |                    |      |                                                  | « Anno Dni. MIIII. Joannes de Benta me fecit. Capitulum vero anno MDCCLXXX ut liquarer ac augerer curavit. Chaudoir F. » | Saint-Romain | 1804-1944 | Chaudoir                        |              |
| Henriette-Caroline        | 3 600 kg                                   |                    |      | Henri d'Artois Marie-Caroline de Bourbon-Siciles | « D.O.M. Ad pristinum primar. Roth. Ecclesiœ decus revocandum et cœtum populi fidelis congregandum anno salutis MDCCCXXV ipso Jubilœi gen. in Urbe nondium in orbe promulgati, die 30 Martii, Carolo decimo jam regnante mox coronando, Leone XII Pont. max., Gust. Max. Justo Principe de Croy, Arch. Roth., hoc fusum est metallum sumptibus et œrario templi factis. Nomen inditum Carolina Ferdinanda ducissa Biturigum Madame celsissimi regis utriusque Siciliœ filia matrina. M. Desbois fournisseur. L. Maire et les Cartenet, fondeurs, m'ont faite. » | Saint-Romain | 1825-1944 | L. Maire et les frères Cartenet |              |
| Alyette                   | 1 500 kg                                   | 133 cm             | ré   | Alyette de Pomereu                               | « DONNEE PAR LE MARQUIS ET LA MARQUISE DE POMEREU / NOMMEE PAR MLLE ALYETTE DE POMEREU » | Beurre       | 1914      | fils de Georges Paccard         |              |
| Cécile-Alberte            | 650 kg                                     |                    | sol  | Cécile Delalande                                 | « DONNEE ET NOMMEE PAR MLLE CECILE DELALANDE » | Beurre       | 1914      | fils de Georges Paccard         |              |
| Jeanne-Hélène             | 450 kg                                     |                    | la   | Jeanne Palfray                                   | « DONNEE PAR MME ALBERT DELALANDE / NOMMEE PAR MLLE JEANNE PALFRAY » | Beurre       | 1914      | fils de Georges Paccard         |              |
| Anne-Juliette-Madeleine   | 325 kg                                     |                    | si   | Anne Marcadé                                     | « DONNEE PAR MGR LACHEVRE, DOYEN DU CHAPITRE / NOMMEE PAR MLLE ANNE MARCADE » | Beurre       | 1914      | fils de Georges Paccard         |              |
| Isabelle                  | 260 kg                                     |                    | do   | Isabelle d'Orléans-Bragance                      | « DONNEE PAR LL. AA. ET II. LE COMTE ET LA COMTESSE D'EU / NOMMEE PAR S.A.R. LA PRINCESSE ISABELLE-MARIE D'ORLEANS ET BRAGANCE » | Beurre       | 1914      | fils de Georges Paccard         |              |
| Pia                       | 225 kg                                     |                    | do#  | Pia-Maria d'Orléans-Bragance                     | « DONNEE PAR LL. AA. ET II. LE COMTE ET LA COMTESSE D'EU / NOMMEE PAR LA PRINCESSE PIA-MARIE D'ORLEANS ET BRAGANCE » | Beurre       | 1914      | fils de Georges Paccard         |              |
| Yvonne                    | 180 kg                                     |                    | ré   | Yvonne de La Bourdonnaye                         | « DONNEE PAR LE COMTE DE GERMINY / NOMMEE PAR MLLE YVONNE DE LA BOURDONNAYE » | Beurre       | 1914      | fils de Georges Paccard         |              |
| Marie-Elisabeth           | 160 kg                                     |                    | ré#  | Marie Elisabeth d'Oultremont                     | « DONNÉE PAR LE COMTE DE GERMINY / NOMMÉE PAR MLLE MARIE ELISABETH D'OULTREMONT » | Beurre       | 1914      | G.Paccard et fils               |              |
| Marjorie-Isaure           | 130 kg                                     |                    | mi   | Marjorie Mary Buchholtz                          | « DONNÉE PAR LA COMTESSE L. MNISZECH / NOMMÉE PAR MLLE MARJORIE MARY BUCHHLOLTZ » | Beurre       | 1914      | G.Paccard et fils               |              |
| Suzanne                   | 110 kg                                     |                    | fa   | Suzanne Perquer                                  | « DONNÉE PAR MR ET MME PERQUER / NOMMÉE PAR MLLE SUZANNE PERQUER » | Beurre       | 1914      | G.Paccard et fils               |              |
| Elisabeth-Jeanne-Patricia | 90 kg                                      |                    | fa#  | Elisabeth d'Été                                  | « DONNÉE ET NOMMÉE PAR LA VICOMTESSE DE SAINT-VINCENT, NEE ELISABETH D'ETE » | Beurre       | 1914      | G.Paccard et fils               |              |
| Suzanne-Jeanne            | 75 kg                                      |                    | sol  | Suzanne Dieusy                                   | « DONNÉE PAR M. ET MME RENE DIEUSY / NOMMÉE PAR MME ROBIN, NEE SUZANNE DIEUSY » | Beurre       | 1914      | G.Paccard et fils               |              |
| Léonie                    | 65 kg                                      |                    | sol# | Léonie Le Grand                                  | « DONNÉE PAR M. ET MME MARCEL LE GRAND / NOMMÉE PAR MELLE LEONIE LE GRAND » | Beurre       | 1914      | G.Paccard et fils               |              |
| Isabelle-Françoise        | 55 kg                                      |                    | la   | Isabelle-Françoise Le Grand                      | « DONNÉE PAR M. ET MME PIERRE LE GRAND / NOMMÉE PAR MME R. LEREBOURS, NEE ISABELLE-FRANCOISE LE GRAND » | Beurre       | 1914      | G.Paccard et fils               |              |
| Marie-Suzanne-Elisabeth   | 45 kg                                      |                    | la#  | Elisabeth Deschamps                              | « DONNÉE PAR M. ET MME CHARLES DESCHAMPS / NOMMÉE PAR MME L. SAUVAGE, NEE ELISABETH DESCHAMPS » | Beurre       | 1914      | G.Paccard et fils               |              |
| Bernadette                | 35 kg                                      |                    | si   | Bernadette Ysnel                                 | « DONNÉE PAR M. ET MME ROBERT YSNEL / NOMMÉE PAR MLLE BERNADETTE YSNEL » | Beurre       | 1914      | G.Paccard et fils               |              |
| Anne-Rose                 | 32 kg                                      |                    | do   | Anne de Maurès de Malartic                       | « DONNÉE PAR LE COMTE ET LA COMTESSE DE MAURES DE MALARTIC / NOMMÉE PAR MLLE ANNE DE MAURES DE MALARTIC » | Beurre       | 1914      | G.Paccard et fils               |              |
| Thérèse                   | 26 kg                                      |                    | do#  | Thérèse Coppinger                                | « DONNÉE EN SOUVENIR DE MM. CPPINGER ET GUILLOU / NOMMÉE PAR MLLE THERESE COPPINGER » | Beurre       | 1914      | G.Paccard et fils               |              |
| Geneviève                 | 22 kg                                      |                    | ré   | Geneviève Masquelier                             | « DONNÉE PAR M. ET MME E. MASQUELIER / NOMMÉE PAR MLLE GENEVIEVE MASQUELIER » | Beurre       | 1914      | G.Paccard et fils               |              |
| Anne-Marie                | 18 kg                                      |                    | ré#  | Anne Delavigne                                   | « DONNÉE PAR MME MAX DELAVIGNE / NOMMÉE PAR MLLE ANNE DELAVIGNE » | Beurre       | 1914      | G.Paccard et fils               |              |
| Paquerette                | 16 kg                                      |                    | mi   | Paquerette Simon d'Arnouville                    | « DONNÉE PAR MR ET MME HENRY SIMON D'ARNOUVILLE / NOMMÉE PAR MELLE PAQUERETTE SIMON D'ARNOUVILLE » | Beurre       | 1914      | G.Paccard et fils               |              |
| Lucienne                  | 14 kg                                      |                    | fa   | Lucienne de Boutteville                          | « DONNÉE PAR M. BOULOUSE / NOMMÉE PAR MLLE LUCIENNE DE BOUTTEVILLE » | Beurre       | 1914      | G.Paccard et fils               |              |
| Josèphe-Adrienne-Agnès    | 12 kg                                      |                    | fa#  | Agnès Brunel                                     | « DONNÉE PAR MME BRUNEL-OLIVIER / NOMMÉE PAR MLLE AGNES BRUNEL » | Beurre       | 1914      | G.Paccard et fils               |              |
| Christine                 | 10 kg                                      |                    | sol  | Christine d'Alnois                               | « DONNÉE PAR MME G. BOULET / NOMMÉE PAR MLLE CHRISTINE D'ALNOIS » | Beurre       | 1914      | G.Paccard et fils               |              |
| Solange                   | 8 kg                                       |                    | sol# | Solange d'Alnois                                 | « DONNÉE PAR MME G. BOULET / NOMMÉE PAR MLLE SOLANGE D'ALNOIS » | Beurre       | 1914      | G.Paccard et fils               |              |
| Andrée                    | 7 kg                                       |                    | la   | Andrée Delamare-de-Boutteville                   | « DONNÉE PAR M. ET MME A. DELAMARE-DE-BOUTTEVILLE / NOMMÉE PAR MLLE ANDREE DELAMARE-DE-BOUTTEVILLE » | Beurre       | 1914      | G.Paccard et fils               |              |
| Marguerite                | 6 kg                                       |                    | la#  | Marguerite d'Auerstaed                           | « DONNÉE PAR LE DUC ET LA DUCHESSE D'AUERSTAED / NOMMÉE PAR MLLE MARGUERITE D'AUERSTAED » | Beurre       | 1914      | G.Paccard et fils               |              |
| Colette                   | 5 kg                                       |                    | si   | Colette Guelot                                   | « DONNÉE PAR M. ET MME GUELOT / NOMMÉE PAR MLLE COLETTE GUELOT » | Beurre       | 1914      | G.Paccard et fils               |              |
| France                    | 4 kg                                       |                    | do   | France Dunod                                     | « DONNÉE PAR M. ET MME DUNOD / NOMMÉE PAR MLLE FRANCE DUNOD » | Beurre       | 1914      | G.Paccard et fils               |              |
| Total                     | Masse : 29,749 tonnes                      |                    |      |                                                  | |              |           |                                 |              |

| Nom           | Masse                 | Diamètre à la base | Note | Parrains et Marraines        | Tour         | Année | Fondeur                 |
| ------------- | --------------------- | ------------------ | ---- | ---------------------------- | ------------ | ----- | ----------------------- |
| Jeanne d'Arc  | 9 600 kg              | 247 cm             | fa 2 |                              | Saint-Romain | 1959  | H. et A. Paccard        |
| Germaine      | 4 500 kg              | 195 cm             | la 2 | René Coty Germaine Corblet   | Beurre       | 1959  | H. et A. Paccard        |
| Agnès         | 2 400 kg              | 155 cm             | do 3 | Bernard Tissot Agnès Petit   | Beurre       | 1959  | H. et A. Paccard        |
| Alyette       | 1 500 kg              | 133 cm             | ré 3 |                              | Beurre       | 1914  | fils de Georges Paccard |
| Marie-Blanche | 1 250 kg              | 122 cm             | mi 3 | Albert Chauvel Marie-Blanche | Beurre       | 1959  | H. et A. Paccard        |
| Bernadette    | 1 000 kg              | 113 cm             | fa 3 |                              | Beurre       | 1959  | H. et A. Paccard        |
| Total         | Masse : 20,250 tonnes |                    |      |                              |              |       |                         |

### Sonnerie actuelle
| Nom                    | Masse          | Diamètre à la base | Note   | Parrains et Marraines        | Dédicace | Tour         | Année | Fondeur                 | Illustration |
| ---------------------- | -------------- | ------------------ | ------ | ---------------------------- | --- | ------------ | ----- | ----------------------- | ------------ |
| Jeanne d'Arc (volée)   | 9 500 kg       | 247 cm             | fa 2   |                              | | Saint-Romain | 1959  | Henri et Alfred Paccard |              |
| Germaine (volée)       | 4 788 kg       | 195 cm             | la 2   | René Coty Germaine Corblet   | « PARRAIN : RENE COTY, PRESIDENT DE LA R.F. » « VIVAT GALLIA VTI PER FRANCOS VSQUE CORVSCENT REGIA IVRA CRVCIS FAVSTAQVE GESTA DEI » | Saint-Romain | 1959  | H. et A. Paccard        |              |
| Agnès (volée)          | 2 286 kg       | 155 cm             | do 3   | Bernard Tissot Agnès Petit   | « PARRAIN : BERNARD TISSOT, MAIRE DE ROUEN » « + VT MATRIS LANAM PAVIDVS PETIT AGNUS IN ARTIS ROTOMAGUS MARIAE FIDA REQVIRIT OPEM » | Saint-Romain | 1959  | H. et A. Paccard        |              |
| Alyette                | 1 502 kg       | 133 cm             | ré 3   | Alyette de Pomereu           | « DONNEE PAR LE MARQUIS ET LA MARQUISE DE POMEREU / NOMMEE PAR MELLE ALYETTE DE POMEREU » | Saint-Romain | 1914  | Georges Paccard         |              |
| Marie-Blanche          | 1 140 kg       | 122 cm             | mi 3   | Albert Chauvel Marie-Blanche | « PARRAIN : ALBERT CHAUVEL, ARCHITECTE » « + ALDES SI DOMINO PVLCHRA NOS ARTE PARAMVS, COLLOCAT ELECTOS PVLCHRIVS IPSE DEVS » | Saint-Romain | 1959  | H. et A. Paccard        |              |
| Bernadette             | 768 kg         | 113 cm             | fa 3   | Georges Lanfry               | « PARRAIN : GEORGES LANFRY, MAITRE D'OEUVRE » « + QVAE BERNARDAE OPERA PERS ORBI VERBA SALVTIS ORBIS FER GEMITVS TV SINE LABE DEO » | Saint-Romain | 1959  | H. et A. Paccard        |              |
| Odile                  |                |                    |        | Georges Neveu                | « PARRAIN : GEORGES NEVEU, TAILLEUR DE PIERRE » « + DIVE FABER MANIBOS NOTROS EXPERTE LABORES AEQVAE DOCENS OMNES CONSVLE CHRISTE FABRIS » | Saint-Romain | 1959  | H. et A. Paccard        |              |
| ...                    |                |                    | la# 3  |                              | | Saint-Romain | 1954  | H. et A. Paccard        |              |
| ...                    |                |                    | sol# 3 |                              | | Saint-Romain | 1954  | H. et A. Paccard        |              |
| Romain (volée)         | 5 262 kg       |                    | sol 2  |                              | « EVEQUE DE ROUEN AU VIEME SIECLE / QUI LIBERA LA VILLE D'UN AFFREUX DEMON / ET QUI DEVIENT LE "PATRON" DE LA VILLE DE ROUEN » | Saint-Romain | 2015  | Fonderie Paccard        |              |
| Cécile (volée)         | 3 046 kg       |                    | si♭ 2  |                              | « EN L'HONNEUR DE SAINTE CECILE ET DE LA MUSIQUE / ET DONT LA GRACIEUSE STATUE ET LE BAS-RELIEF SCULPTES PAR CLODION / POUR LE JUBE DE LA FIN DU XVIIIEME SIECLE / ONT ETE REPLACES, DANS L'UNE DES CHAPELLES LATERALES NORD. »                                                                                | Saint-Romain | 2015  | Fonderie Paccard        |              |
| Guillaume              | 1 290 kg       |                    | ré# 3  | Guillaume Gohon              | « DUC DE NORMANDIE, FUTUR ROI D'ANGLETERRE / PRÉSENT LORS DE LA CONSÉCRATION DE 1063 / CE PRÉNOM EST AUSSI CELUI D'ARCHEVÊQUES, / DE MAÎTRES D'OEUVRE ET VERRIERS / AYANT OEUVRE À LA CATHÉDRALE » | Saint-Romain | 2015  | Fonderie Paccard        |              |
| Mathilde               | 665 kg         |                    | sol 3  |                              | « PETITE FILLE DE GUILLAUME LE CONQUÉRANT, FILLE D'HENRI I BEAUCLERC, / ÉPOUSE D'HENRI V EMPEREUR D'ALLEMAGNE PUIS DE GEOFFROY PLANTAGENÊT, / DONT LES RESTES SEMBLENT AVOIR ÉTÉ RAPPORTÉS À LA CATHÉDRALE EN 1871 / SELON UNE PLAQUE COMMÉMORATIVE QUI SE TROUVE / DANS LA CHAPELLE SAINT-PIERRE-SAINT-PAUL » | Saint-Romain | 2015  | Fonderie Paccard        |              |
| Eudes                  | 178 kg         |                    | mi 4   |                              | « FAMEUX ARCHEVÊQUE DE ROUEN, PRÉLAT DU PAPE, / AMI DE SAINT-LOUIS DONT LE NOM FUT DONNÉ AU MOYEN AGE / À L'UNE DES CLOCHES DE LA TOUR ST ROMAIN / "LA RIGAUD" / DISPARUE DEPUIS, EGALEMENT ENTERRÉ DANS LA CATHÉDRALE »                                                                                       | Saint-Romain | 2015  | Fonderie Paccard        |              |
| Olaf                   | 180 kg         |                    | ré# 4  |                              | « ÉVÊQUE DE NORVÈGE / BAPTISÉ EN 1015 » | Saint-Romain | 2015  | Fonderie Paccard        |              |
| Victrice               | 205 kg         |                    | ré 4   |                              | « ARCHEVÊQUE DE ROUEN À LA / FIN DU IVEME SIÈCLE DONT LE / SERMON DE LAUDE SANCTORUM / PRONONCÉ EN 396 RELATE / L’ARRIVÉE DES RELIQUES VENUES / D'ITALIE POUR LA CATHÉDRALE / DE ROUEN ALORS EN PLEINE / RECONSTRUCTION »                                                                                      | Saint-Romain | 2015  | Fonderie Paccard        |              |
| Rollon                 | 245 kg         |                    | do# 4  |                              | « PREMIER DUC DE NORMANDIE, MORT EN 933 / DONT LES CENDRES FURENT TRANSFÉRÉES / DANS LA CATHÉDRALE LORS DE LA CONSÉCRATION DE 1063 / ORGANISÉE PAR L'ARCHEVÊQUE MAURILLE » | Saint-Romain | 2015  | Fonderie Paccard        |              |
| Maurice                | 340 kg         |                    | si 3   |                              | « PREMIER CARILLONNEUR / TITULAIRE DU CARILLON / INSTALLÉ EN 1920 » | Saint-Romain | 2015  | Fonderie Paccard        |              |
| Sybille                | 290 kg         |                    | do 4   | Simone Leclerc               | « DE CONVERSANO, / MORTE EN 1103, / ÉPOUSE DU DUC ROBERT COURTEHEUSE, / INHUMÉE SOUS UNE DALLE DE MARBRE BLANC DANS LA NEF » | Saint-Romain | 2015  | Fonderie Paccard        |              |
| Georges                | 475 kg         |                    | la 3   |                              | « D'AMBOISE / CARDINAL ET ARCHEVÊQUE DE ROUEN AU XVIEME SIÈCLE / MINISTRE DE LOUIS XII, / IMPORTE L'ART DE LA RENAISSANCE EN FRANCE AVEC LE CHÂTEAU DE GAILLON / DOTE LA CATHÉDRALE D'UNE CLOCHE PARMI LES PLUS GROSSES / JAMAIS FONDUE EN FRANCE, DÉTRUITE DEPUIS »                                           | Saint-Romain | 2015  | Fonderie Paccard        |              |
| Cécile-Alberte (volée) | 650 kg         |                    | sol 3  | Cécile Delalande             | « DONNEE ET NOMMEE PAR MELLE CECILE DELALANDE » | Beurre       | 1914  | fils de Georges Paccard |              |
| Jeanne-Hélène (volée)  | 450 kg         |                    | la 3   | Jeanne Palfray               | « DONNEE PAR MME ALBERT DELALANDE / NOMMEE PAR MELLE JEANNE PALFRAY » | Beurre       | 1914  | fils de Georges Paccard |              |
| Total                  | Masse : tonnes |                    |        |                              | |              |       |                         |              |

| Nom                     | Masse                     | Diamètre à la base | Note | Parrains et Marraines         | Dédicace | Tour         | Année | Fondeur                 | Illustration |
| ----------------------- | ------------------------- | ------------------ | ---- | ----------------------------- | --- | ------------ | ----- | ----------------------- | ------------ |
| Anne-Juliette-Madeleine | 325 kg                    |                    | si   | Anne Marcadé                  | « DONNEE PAR MGR LACHEVRE, DOYEN DU CHAPITRE / NOMMEE PAR MLLE ANNE MARCADE »                                                    | Beurre       | 1914  | fils de Georges Paccard |              |
| Isabelle                | 260 kg                    |                    | do   | Isabelle d'Orléans-Bragance   | « DONNEE PAR LL. AA. ET II. LE COMTE ET LA COMTESSE D'EU / NOMMEE PAR S.A.R. LA PRINCESSE ISABELLE-MARIE D'ORLEANS ET BRAGANCE » | Beurre       | 1914  | fils de Georges Paccard |              |
| Pia                     | 225 kg                    |                    | do#  | Pia-Maria d'Orléans-Bragance  | « DONNEE PAR LL. AA. ET II. LE COMTE ET LA COMTESSE D'EU / NOMMEE PAR LA PRINCESSE PIA-MARIE D'ORLEANS ET BRAGANCE »             | Beurre       | 1914  | fils de Georges Paccard |              |
| Yvonne                  | 180 kg                    |                    | ré   | Yvonne de La Bourdonnaye      | « DONNEE PAR LE COMTE DE GERMINY / NOMMEE PAR MLLE YVONNE DE LA BOURDONNAYE »                                                    | Beurre       | 1914  | fils de Georges Paccard |              |
| Marjorie-Isaure         | 130 kg                    |                    | mi   | Marjorie Marie Buchholtz      | « DONNÉE PAR LA COMTESSE L. MNISZECH / NOMMÉE PAR MELLE MARJORIE MARY BUCHHLOLTZ »                                               | Saint-Romain | 1914  | G.Paccard et fils       |              |
| Marie-Elisabeth         | 160 kg                    |                    | ré#  | Marie Elisabeth d'Oultremont  | « DONNÉE PAR LE COMTE DE GERMINY / NOMMÉE PAR MELLE MARIE ELISABETH D'OULTREMONT »                                               | Saint-Romain | 1914  | G.Paccard et fils       |              |
| Paquerette              | 16 kg                     |                    | mi   | Paquerette Simon d'Arnouville | « DONNÉE PAR MR ET MME HENRY SIMON D'ARNOUVILLE / NOMMÉE PAR MELLE PAQUERETTE SIMON D'ARNOUVILLE »                               | Saint-Romain | 1914  | G.Paccard et fils       |              |
| Total                   | Masse : 1 296 kilogrammes |                    |      |                               | |              |       |                         |              |

## Les carillonneurs
- Maurice Lenfant (1902-1979), premier carillonneur (1920-1979)
- Jean-François Claire
- Patrice Latour (Carillonneur titulaire actuel)